# Морозов Юхим Никифорович
Юхи́м Ники́форович Моро́зов (1898, село Гранкі Гжатського повіту Смоленської губернії, тепер Смоленської області, Російська Федерація — 1941) — радянський діяч, голова Організаційного комітету Президії ВЦВК РРФСР по Рязанській області. Депутат Верховної Ради СРСР 1-го скликання (1937—1941).

## Біографія
Народився в багатодітній бідній селянській родині. З восьмирічного віку допомагав батькові пасти худобу. Закінчив чотири класи сільської школи. У 1912—1917 роках працював у Москві учнем слюсаря і слюсарем.
З лютого 1917 по 1918 рік служив у російській армії рядовим телефонно-телеграфного батальйону, закінчив шестимісячні курси телеграфістів-морзистів. Учасник Першої світової війни.
У 1918—1922 роках — у Червоній армії. Учасник Громадянської війни в Росії, брав участь у боях з арміями Краснова, Денікіна, Врангеля.
У 1922—1924 роках — слюсар, голова фабрично-заводського комітету Російсько-балтійського заводу у місті Філі Московської губернії. У 1924—1928 роках — голова споживчої спілки.
Член РКП(б) з березня 1925 року.
У 1928—1930 роках — голова виконавчого комітету Кунцевської міської і районної ради Московського округу.
У 1930—1935 роках — голова виконавчого комітету Ухтомської районної ради Московської області.
У 1935—1937 роках — голова виконавчого комітету Зарайської районної ради Московської області.
До вересня 1937 року — завідувач Московського обласного комунального відділу.
З вересня 1937 по 19 липня 1938 року — голова Організаційного комітету Президії ВЦВК РРФСР по Рязанській області.
Подальша доля невідома. У 1941 році помер або загинув на фронті.